# Адрія Педроса
Адрія Педроса (ісп. Adrià Pedrosa, нар. 13 травня 1998, Барселона) — іспанський футболіст, захисник клубу «Севілья».

## Ігрова кар'єра
Народився 13 травня 1998 року в місті Барселона. Вихованець футбольної школи клубу «Еспаньйол». З 2017 року грав за його другу команду, а з наступного року був переведений до основної.